# 新英体育
新英体育（Super Sports Media Inc.）是一家在开曼群岛注册的公司，成立于2010年8月。新英体育主营业务为各平台体育节目的推广、销售、宣传。新英体育拥有2010/11赛季至2018/19赛季英超联赛中国大陆独家转播权。

## 历史
新英体育由IDG联合新雅迪传媒创办，公司在2010年竞标夺得2010/11赛季至2012/13赛季三年中国大陆英超联赛的独家转播权。新英体育随即与中国大陆多家地方电视台签约，授权转播英超联赛。2012年，新英体育与英超续约，获得了2013/14赛季至2018/19赛季中国大陆及澳门独家转播权，为此新英体育付了大约折合10亿人民币的价钱。2016年5月9日，香港交易所上市公司文化传信宣布拟以38.75亿港元（约合32.52亿元人民币）收购新英体育，同时将IDG资本合伙人、新英体育董事长李建光引入为主要股东。 但交易最後取消。

## 业务
2015/16赛季，新浪、腾讯、乐视分别以1800万美元自新英体育购得英超联赛网络转播权，总价折合3.35亿元人民币。此外，新英体育与中央电视台、北京电视台、上海电视台、广东电视台等20家电视台签约，媒体估计这部分版权收入为1.15亿人民币左右。上海文广所属的互动电视公司（SiTV）与新英体育合作开办高清频道新视觉高清，互动电视公司提供演播间，直播英超比赛。新英体育的合作方还有IPTV平台的百视通。另外，新英体育还保留了约40%比赛场次的转播权不出售给合作方，而是在新英体育网站的平台上进行付费直播。
2016/17赛季至2018/19赛季，新英体育授权中国中央电视台体育频道、中国中央电视台体育赛事频道每周播放一场英超比赛，授权20家地方电视台组成的英超电视联播网每周两场。在收费电视平台，新视觉高清频道享有全部380场比赛的播放权。新媒体方面，乐视体育、PPTV第一体育和新英体育均可播放。IPTV平台上的百视通享有全部380场的权益。OTT平台上，百视通及乐视超级电视都有380场。
2018年8月6日，新英体育与爱奇艺合作，推出“爱奇艺体育”
2019/20赛季，英超在中国大陆的版权被苏宁体育买断，新英体育失去了英超转播权，但同时获得了西甲在中国大陆及澳门的独家版权，并授权一些地方电视台非上星频道（如上海五星体育频道、广东体育频道）播出部分免费场次。收费电视平台仍由新视觉高清频道播出。

## 赛事转播权
- 英格兰足球超级联赛（2010-19赛季、2021-25赛季）
- 西班牙足球甲级联赛（2019-23赛季）

欧足联/UEFA
- 2022世界杯欧洲区预选赛
- 歐洲國家聯賽 (2018-21)
- 歐洲國家盃 (2020)
- 歐洲冠軍聯賽 (2021-22)
- 歐霸盃 (2021-22)
- 歐洲超級盃 (2021)

亚足联/AFC
- 亚洲盃 (2023)
- 女子亚洲盃 (2022)
- 亞足聯U-23亚洲盃
- 2022世界杯亚洲区预选赛
- 亚冠联赛 (2021-)

网球赛事 (法网除外)
高尔夫赛事

## 争议事件
2016年8月2日上午，小米盒子与百视通联合举办新闻发布会，宣布小米盒子获得新赛季英超联赛转播权。新英体育当天就发布声明，表示从未授权小米盒子转播英超比赛，中国大陆地区的英超转播权必须从新英体育购买，百视通只有播放权，而无转授权。
2016年8月14日，新英体育网站出现技术故障，很多网站会员无法登录网站观看英超联赛第一轮曼联的比赛。事后，新英体育表示将对球迷进行补偿，购买单场比赛的球迷将获得三场观赛券，死忠会员、特权会员的会员权限将免费延期一个月。然而，有球迷认为会员权限延期一个月毫无意义，因为补加的一个月正值休赛期，并无英超比赛。